# Liste der Präsidenten des Ungarischen Parlaments
Liste der Präsidenten des Ungarischen Parlaments führt die Präsidenten des Ungarischen Parlaments auf.

## Liste

### 1920–1927
| Beginn der Amtszeit | Ende der Amtszeit | Bild | Name             | Lebensdaten | Partei | Partei |
| ------------------- | ----------------- | ---- | ---------------- | ----------- | ------ | ------ |
| 18. Februar 1920    | 30. Juli 1921     |      | István Rakovszky | 1858–1931   |        | KNEP   |
| 12. August 1921     | 16. August 1922   |      | Gaszton Gaál     | 1868–1932   |        | OKGFP  |
| 12. August 1921     | 16. August 1922   | EP   | Gaszton Gaál     | 1868–1932   |        |        |
| 18. August 1922     | 18. Oktober 1926  |      | Béla Scitovszky  | 1878–1959   |        | EP     |
| 19. Oktober 1926    | 28. Januar 1927   |      | Tibor Zsitvay    | 1884–1969   |        | EP     |

### Seit 1944
| Beginn der Amtszeit | Ende der Amtszeit  | Bild  | Name                             | Lebensdaten | Partei | Partei    |
| ------------------- | ------------------ | ----- | -------------------------------- | ----------- | ------ | --------- |
| 21. Dezember 1944   | 21. Dezember 1944  |       | István Vásáry (geschäftsführend) | 1887–1955   |        | FKGP      |
| 21. Dezember 1944   | 29. November 1945  |       | Béla Zsedényi                    | 1894–1955   |        | parteilos |
| 29. November 1945   | 5. Februar 1945    |       | Ferenc Nagy                      | 1903–1979   |        | FKGP      |
| 7. Februar 1946     | 3. Juli 1947       |       | Béla Varga                       | 1903–1995   |        | FKGP      |
| 4. Juli 1947        | 31. Juli 1947      |       | Árpád Szargó                     | 1878–1948   |        | FKGP      |
| 16. September 1947  | 8. Juni 1949       |       | Imre Nagy                        | 1896–1958   |        | MKP       |
| 16. September 1947  | 8. Juni 1949       | MDP   | Imre Nagy                        | 1896–1958   |        |           |
| 8. Juni 1949        | 23. August 1949    |       | Károly Olt                       | 1904–1985   |        | MDP       |
| 23. August 1949     | 18. Mai 1951       |       | Lajos Drahos                     | 1895–1983   |        | MDP       |
| 18. Mai 1951        | 14. August 1952    |       | Imre Dögei                       | 1912–1964   |        | MDP       |
| 14. August 1952     | 5. November 1962   |       | Sándor Rónai                     | 1892–1965   |        | MDP       |
| 14. August 1952     | 5. November 1962   | MSZMP | Sándor Rónai                     | 1892–1965   |        |           |
| 5. November 1962    | 14. April 1967     |       | Erzsébet Metzker                 | 1915–1980   |        | MSZMP     |
| 14. April 1967      | 12. Mai 1971       |       | Gyula Kállai                     | 1910–1996   |        | MSZMP     |
| 12. Mai 1971        | 19. Dezember 1984  |       | Antal Apró                       | 1913–1994   |        | MSZMP     |
| 19. Dezember 1984   | 29. Juni 1988      |       | István Sarlós                    | 1921–2006   |        | MSZMP     |
| 29. Juni 1988       | 8. März 1989       |       | István Stadinger                 | * 1927      |        | MSZMP     |
| 8. März 1989        | 2. Mai 1990        |       | Mátyás Szűrös                    | * 1933      |        | MSZMP     |
| 8. März 1989        | 2. Mai 1990        | MSZP  | Mátyás Szűrös                    | * 1933      |        |           |
| 23. Oktober 1989    | 2. Mai 1990        |       | István Fodor (geschäftsführend)  | * 1945      |        | parteilos |
| 2. Mai 1990         | 3. August 1990     |       | Árpád Göncz                      | 1922–2015   |        | SZDSZ     |
| 3. August 1990      | 28. Juni 1994      |       | György Szabad                    | * 1924      |        | MDF       |
| 28. Juni 1994       | 18. Juni 1998      |       | Zoltán Gál                       | * 1940      |        | MSZP      |
| 18. Juni 1998       | 15. Mai 2002       |       | János Áder                       | * 1959      |        | Fidesz    |
| 15. Mai 2002        | 14. September 2009 |       | Katalin Szili                    | * 1956      |        | MSZP      |
| 14. September 2009  | 14. Mai 2010       |       | Béla Katona                      | * 1944      |        | MSZP      |
| 14. Mai 2010        | 6. August 2010     |       | Pál Schmitt                      | * 1942      |        | Fidesz    |
| 6. August 2010      | amtierend          |       | László Kövér                     | * 1959      |        | Fidesz    |